# Otto Strupat
Otto Strupat (* 15. Juni 1893 in Kutten, Kreis Gumbinnen, Ostpreußen; † 24. Juli 1921 bei Serpuchow) war ein deutscher Gewerkschafter und Kommunist.

## Leben

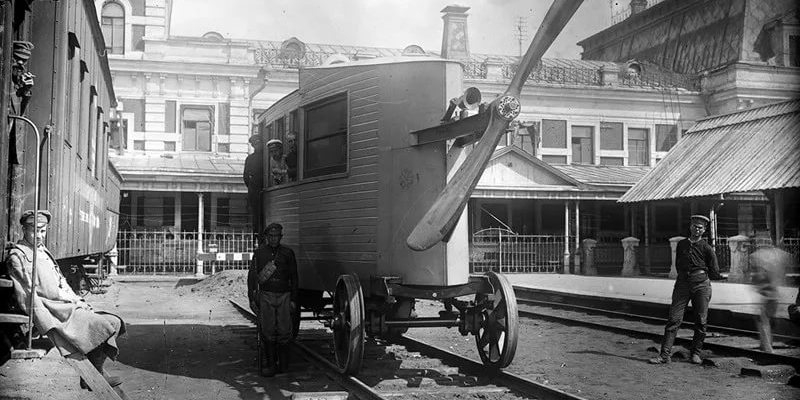
Der Aerowagon, bei dessen Unfall Strupat ums Leben kam.

Im Ersten Weltkrieg wurde Strupat Soldat. Politisch engagierte er sich in der SPD, später wurde er Mitglied der USPD und danach der KPD. Nach Kriegsende suchte er sich Arbeit in der Lausitz und wurde Bergmann in der Grube Clara im Tagebau Welzow. Er war in der Gewerkschaftsbewegung der Bergleute aktiv.
Strupat war im Juli 1921 Mitglied der deutschen Bergarbeiterdelegation auf dem Gründungskongress der Roten Gewerkschafts-Internationale in Moskau. Während seines Besuchs nahm er an einer Vorführfahrt mit dem Aerowagon, einem vom Konstrukteur Walerian Abakowski entwickelten propellergetriebenen Schienenfahrzeug, von Moskau nach Tula teil. Auf der Rückfahrt entgleiste das Fahrzeug bei Serpuchow und stürzte einen Hang hinab. Sieben Menschen kamen dabei ums Leben, nämlich der Konstrukteur Abakowski, der Delegationsleiter Fjodor Sergejew und fünf ausländische Gäste, unter denen sich auch Otto Strupat und ein weiterer deutscher Gewerkschafter namens Oskar Hellbrück befanden.

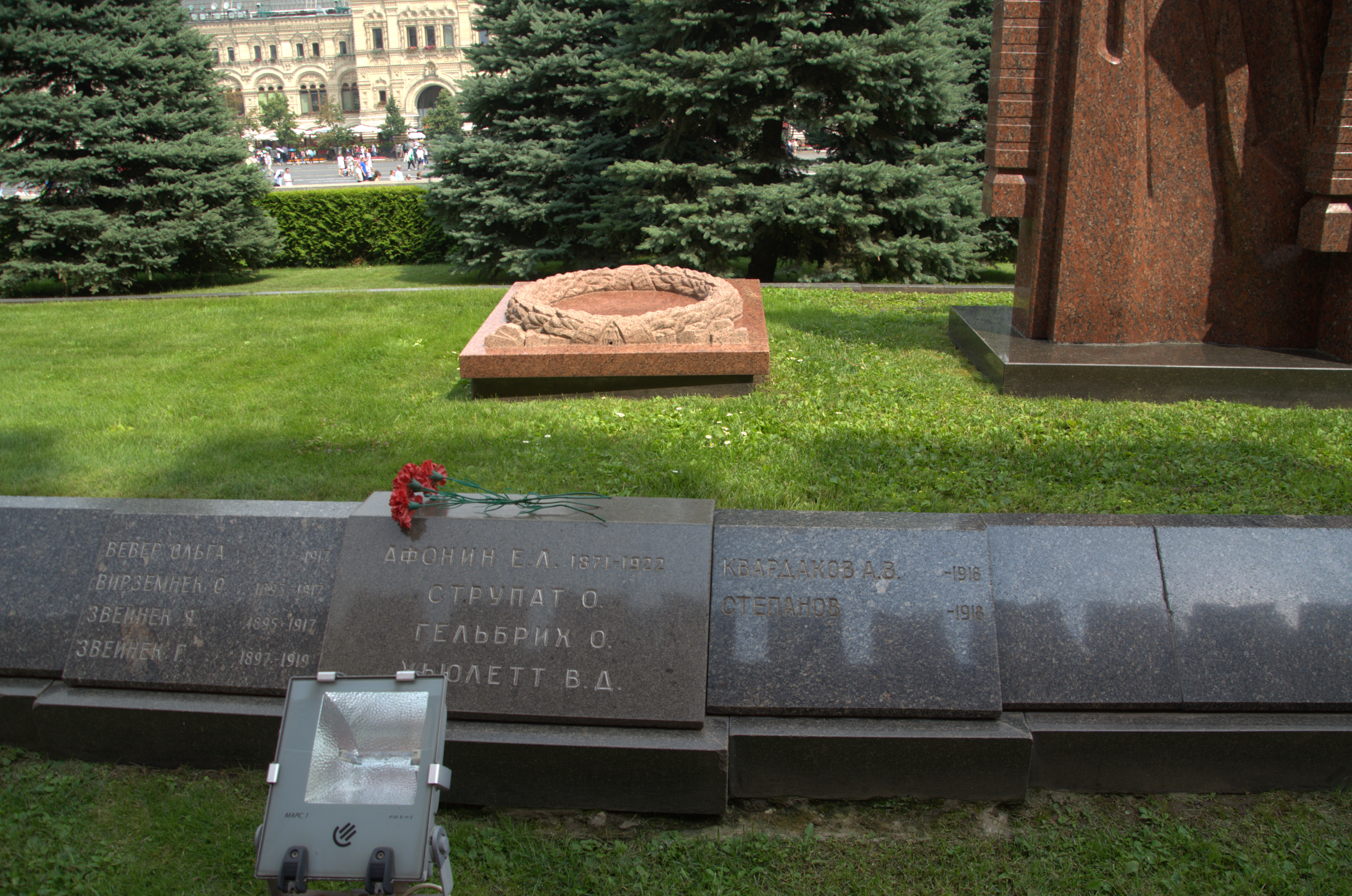
Das Grab in der Nekropole an der Kremlmauer

Strupat und Hellbrück wurden mit den anderen Todesopfern des Unfalls in der Nekropole an der Kremlmauer beigesetzt (Gemeinschaftsgrab Nr. 14). Strupat (russisch Струпат) und Hellbrück (hier als О. Гельбрих) sind neben Clara Zetkin († 1933) und Fritz Heckert († 1936) die einzigen Deutschen, die an der Kremlmauer bestattet wurden.

## Andenken
Zu DDR-Zeiten wurde das Andenken von Otto Strupat in der Region geehrt. Das Kulturhaus in Drebkau trug ab 1980 seinen Namen, Brigaden im Bergbau wurden nach ihm benannt, jährlich fand ein nach ihm benannter Volkslauf von Drebkau nach Merkur und zurück statt.
Siehe auch: Gedenktafel für Otto Strupat

## Quelle
- Alexej Abramow: An der Kremlmauer. Gedenkstätten und Biographien revolutionärer Kämpfer. Dietz, Berlin 1984.